# Sicko
Sicko (sau SiCKO) este un film documentar al regizorului Michael Moore, lansat în Statele Unite și Canada în 29 iunie 2007.
Filmul investighează sistemul sanitar din Statele Unite ale Americii, punând accentul pe comportamentul marilor companii de asigurare și pe contrastul dintre sistemul american și sistemele țărilor cu asistență medicală universală.
În 19 aprilie, 2007, Moore a anunțat pe situl său web că Sicko a fost selecționat pentru a participa la Festivalul Internațional de Film de la Cannes unde a avut premiera mondială în 19 mai, 2007; el a anunțat și data premierei filmului în America de Nord.  